# Eurodryas quevedoi
Eurodryas quevedoi är en fjärilsart som beskrevs av Ramon Agenjo Cecilia 1970. Eurodryas quevedoi ingår i släktet Eurodryas och familjen praktfjärilar. Inga underarter finns listade i Catalogue of Life.